# علي أحمد الندوي
علي أحمد الندوي (و 1954م)عالم هندي من أبرز علماء الفقه في العصر الحديث. حاز على جائزة الملك فيصل العالمية لخدمة الإسلام بالمشاركة سنة 2004م، وذلك تقديراً لجهوده القيمة في استخراج القواعد الفقهية في المعاملات المالية من المصادر الأصيلة وربطها بالحاضر المعاصر بصورة تفصيلية مبتكرة.

## النشأة والتعليم
وُلِد الدكتور علي أحمد ندوي في موداسا (كجرات) بالهند سنة 1373هـ/1954م، وحصل على الشهادة العالِمية من دار العلوم التابعة لندوة العلماء في بلاده، وعلى شهادة الليسانس من كلية الدعوة وأصـول الدين في الجامعة الإسلامية في المدينة المنوّرة، ودرجتي الماجستير والدكتوراه من جامعة أم القرى في مكّة المكرمة.

## عمله واهتمامه بالفقه
وعمل رئيس مستشارين بأمانة الهيئة الشرعية لشركة الراجحى المصرفية للاستثمار. وهو الآن أستاذ مساعد في جامعة الملك عبد العزيز.
بدأ اهتمام الدكتور ندوي بدراسة القواعد الفقهية والبحث فيها قبل حوالي عشرين سنة، وأصبح من أبرز المتخصصين فيها، مع عنايته الفائقة بالجانب الفقهي من المعاملات المالية. وله في ذلك كتب وبحوث عدّة تميَّزت بالعمق والشمول والدقّة. ويُعدُّ كتابه القواعد الفقهية أول دراسة تأصيلية تاريخية موسَّعة في علم القواعد. أما كتابه جمهرة القواعد في المعاملات المالية، في ثلاثة أجزاء، الذي صدر سنة 1421هـ/2001م، فيُعدّ من أهم ما كتب في هذا المجال. وقد استخرج فيه مجموعة كبيرة من القواعد الفقهية في المعاملات المالية من مصادرها الأصليّة وربطها بالحاضر المعاصر بصورة تفصيلية مبتكرة، مما جعله مرجعاً لا غنى عن للباحثين في المعاملات المالية والاقتصاد الإسلامي.
والدكتور ندوي باحث متعمِّق وواسع الاطلاع، وقارئ نهم يجيد اللغات العربية والإنجليزية والأوردية والغجراتية، ويشارك بنشاط في المؤتمرات السنوية لمجمع الفقه الإسلامي في مكة وغيرها من المؤتمرات والندوات. وله – إلى جانب ذلك – اهتمام بقراءة الأدب العربي وكتب التراجم والسير لكبار الشخصيات الإسلامية ومتابعة ما يكتب عن الطب العربي والطب البديل.

## مؤلفاته
- القواعد الفقهية
- القواعد والضوابط المستخلصة من التحرير للحصيري
- الإمام محمد بن الحسن الشيباني نابغة الفقه الإسلامي
- موسوعة القواعد والضوابط الفقهية الحاكمة للمعاملات المالية (ثلاثة مجلدات)
- الفوائد الجسام على قواعد ابن السلام لسراج الدين البلقيني – دراسة وتحقيق
- أصول الجامع الكبير لعيسى أيوبي الحنفي – دراسة وتحقيق

## جائزة الملك فيصل العالمية
حاز على جائزة الملك فيصل العالمية لخدمة الإسلام بالمشاركة سنة 2004م، وذلك تقديراً لجهوده القيمة في استخراج القواعد الفقهية في المعاملات المالية من المصادر الأصيلة وربطها بالحاضر المعاصر بصورة تفصيلية مبتكرة.